# Ivan Šunjić
Ivan Šunjić (* 9. Oktober 1996 in Zenica, Bosnien und Herzegowina) ist ein kroatischer und bosnisch-herzegowinischer Fußballspieler, der auf der Position des Mittelfelds eingesetzt wird. Er steht bei Birmingham City unter Vertrag.

## Karriere

### Vereine
Nachdem Šunjić in der Saison 2013/14 sein Debüt bei Dinamo Zagreb gab, spielte er in der Saison 2015/16 für Dinamo Zageb II 12-mal in der 2. HNL.
Anfang Februar 2016 wechselte er zu Lokomotiva Zagreb. Zur Saison 2017/18 wurde Šunjić zum Kapitän ernannt. Nach 72 Pflichtspielen und 7 Toren verließ er nach 3 Spielzeiten Lokomotiva wieder.
Zur Saison 2018/19 kehrte Šunjić zu Dinamo Zagreb zurück und bestritt 41 Pflichtspiele. Šunjić kam auf 8 Einsätze in der Europa League, wo er am 20. September 2018 beim 4:1-Sieg gegen Fenerbahçe Istanbul traf. Dinamo Zagreb erreichte gegen Benfica Lissabon das Achtelfinale, wo man erst im Rückspiel nach Verlängerung ausschied. In der Liga kam er auf 30 Ligaspiele und wurde mit Dinamo Meister.
Im Pokalfinale stand er in der Startelf und verlor mit Zagreb 1:3 gegen HNK Rijeka.
Am 26. Juli 2019 unterzeichnete Šunjić einen Fünfjahresvertrag beim englischen Zweitligisten Birmingham City.
Sein erstes Spiel machte er am 3. August 2019 bei der 1:0-Niederlage gegen den FC Brentford.
Insgesamt kam Šunjić auf 133 Einsätze bei Pflichtspielen und erzielte 6 Tore.
Zur Saison 2022/23 wechselte Šunjić auf Leihbasis zu Hertha BSC, die im Anschluss über eine Kaufoption verfügten.
Am 31. Juli 2022 machte Šunjić sein erstes Spiel für Hertha im DFB-Pokal gegen Eintracht Braunschweig, bei der 4:4 n. V. (6:5 i. E.) Niederlage stand er in der Startelf und konnte seinen Elfmeter verwandeln. Bei seinen 18 Ligaspielen stand er 12-mal in der Startelf und stieg mit Hertha BSC aus der Bundesliga ab. Die im Leihvertrag enthaltene Kaufoption wurde nicht gezogen.

### Nationalmannschaft
Er war Kapitän Kroatiens bei der U-21-Fußball-Europameisterschaft 2019 und bestritt alle drei Spiele.
Am 28. Mai 2017 gab Šunjić sein A-Länderspieldebüt bei einem Freundschaftsspiel gegen Mexiko.